# Goryczka śniegowa
Goryczka śniegowa (Gentiana nivalis L.) – gatunek rośliny należącej do rodziny goryczkowatych. Występuje w Ameryce Północnej i na Grenlandii, oraz w górach Europy i Azji Mniejszej. W Polsce rośnie wyłącznie w Tatrach (liczba jej stanowisk nie przekracza 50). Na Słowacji jest szerzej rozprzestrzeniona.

## Morfologia

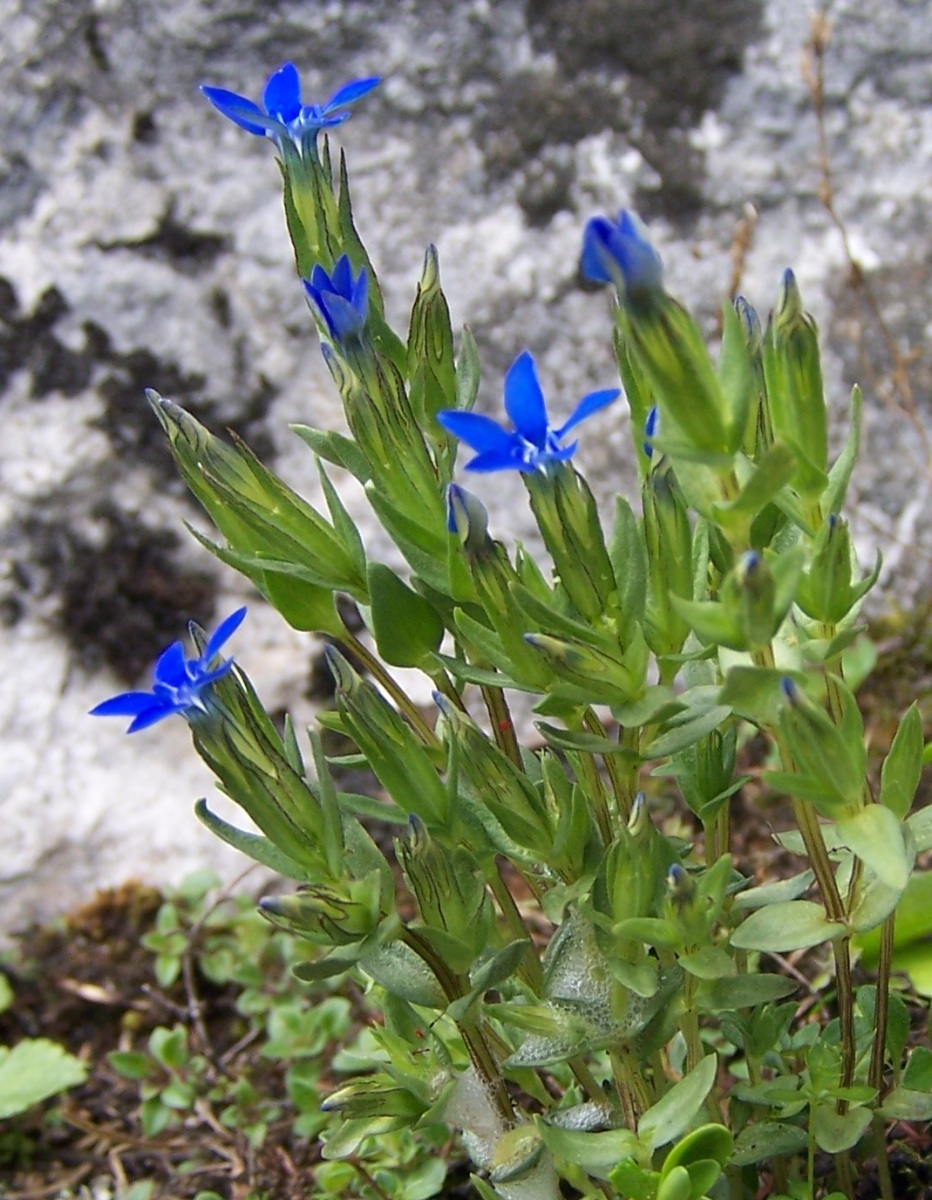
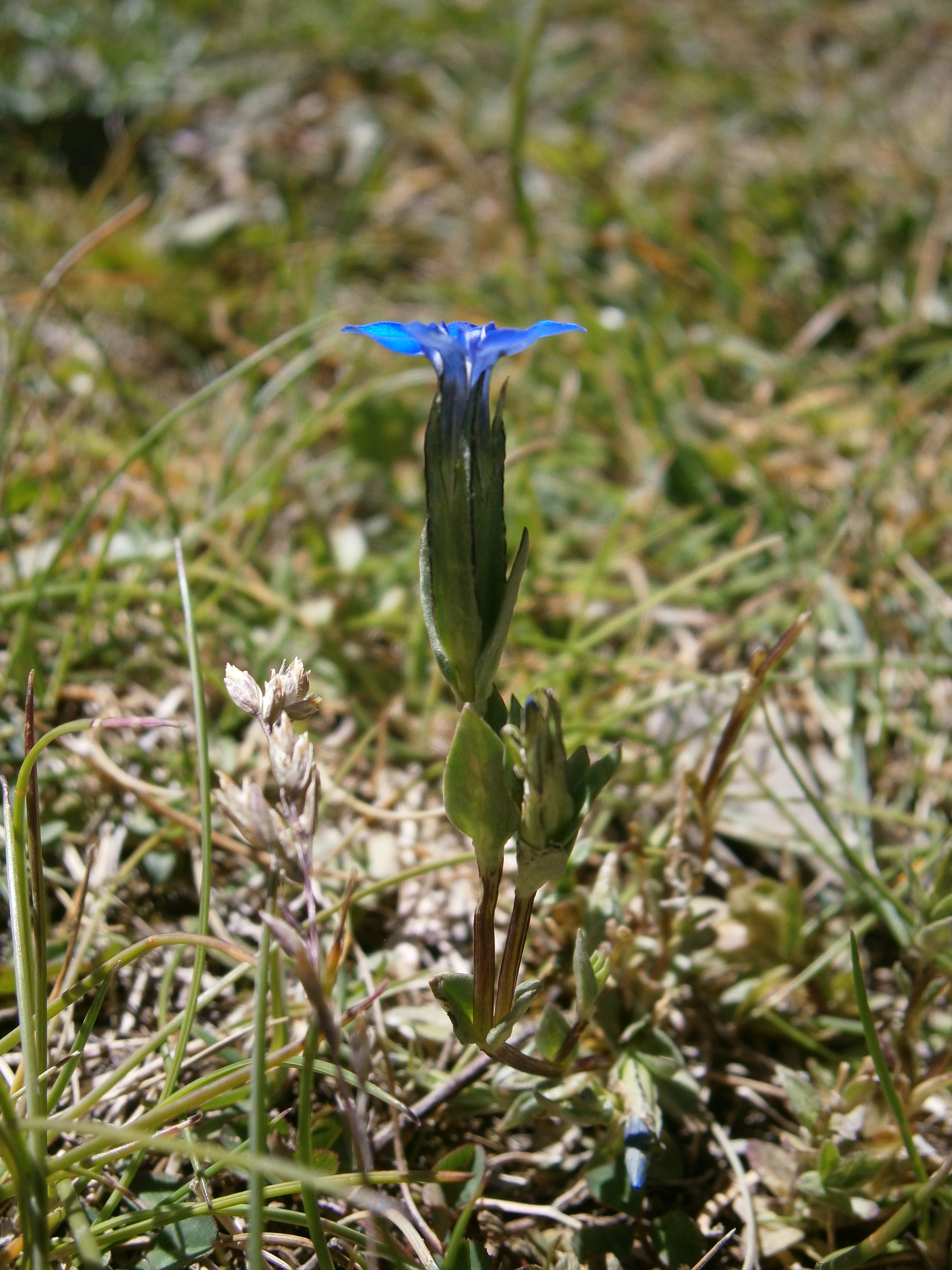
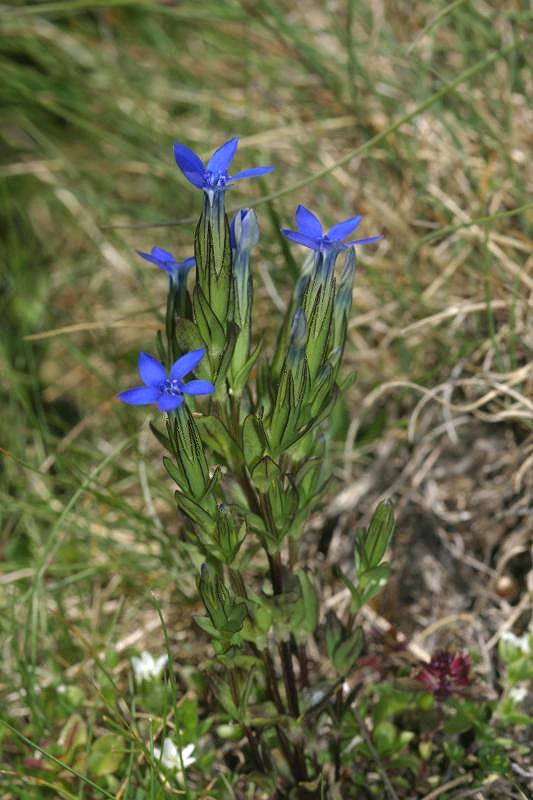

ŁodygaDochodzi do 10 cm wysokości. Cienka, kanciasta, delikatna, rozgałęziona lub nie rozgałęziona, naga. Roślina nie tworzy pędów płonnych.
LiścieUlistnienie nakrzyżległe. Liście różyczkowe eliptyczne, o długości 5–10 mm, wrastające na krótkim i oskrzydlonym ogonku. Liście łodygowe krótsze od różyczkowych i zrośnięte po dwa nasadami.
KwiatyWyrastają na szczytach łodygi, oraz w kątach górnych liść. Mają długość ok. 1,2–2 cm, są intensywnie niebieskie (szafirowe), korona o wąskiej rurce, zrośnięta z 5 płatków. Płatki te w pełnym słońcu talerzykowato rozchylają się. Kielich zrosły, o 5 wyraźnych, zaostrzonych i nieoskrzydlonych ząbkach.
OwocBłoniasta torebka. Nasiona z listewkami na powierzchni są liczne i drobne.

## Biologia i ekologia
Roślina jednoroczna. Kwitnie od czerwca do sierpnia. Siedlisko: skały, żwirki i murawy, hale. Preferuje podłoże wapienne. W Tatrach występuje w piętrze kosówki i piętrze alpejskim, z rzadka również w reglu górnym.

## Zagrożenia i ochrona
Gatunek objęty w Polsce ścisłą ochroną. Nie jest obecnie zagrożona, gdyż wszystkie jej stanowiska znajdują się na obszarze Tatrzańskiego Parku Narodowego.